# Viktor Magnus von Born
Viktor Magnus von Born (Helsinque, 8 de outubro de 1851 – Pernå, 15 de setembro de 1917) foi um político finlandês e integrante do parlamento do Grão-Ducado.

## Vida
Viktor Magnus von Born era filho do freiherr Johan August von Born e considerado por seus contemporâneos como um dos poucos aristocratas reais da Finlândia. Esta descrição certamente teve sua justificativa não apenas na personalidade poderosa de von Born e em seu passado, mas também em suas grandes propriedades. Em sua juventude, assumiu alguns cargos públicos em Helsinque; contudo, apesar de suas circunstâncias pessoais e conhecimento em direito, nunca candidatou-se a um emprego no governo.
Em 1877, aos 25 anos, começou sua carreira parlamentar participando de forma expressiva nas negociações da nobreza. Era considerado um político independente, embora se autodenominava conservador e ficou conhecido por ter sido o primeiro orador no debate sobre o recrutamento, a pauta política mais importante daquela época, posicionando-se veementemente contrário.
Após a nomeação de Nikolai Bobrikov como governador-geral da Finlândia, von Born liderou uma série de iniciativas de oposição e rapidamente se tornou uma das figuras mais proeminentes contrárias ao regime russo. Por conseguinte, em 1903, foi convidado a deixar o país sob o risco de ser levado para um local designado na Rússia. Estabeleceu-se por pouco tempo em uma vila situada nos arredores de Estocolmo. No ano seguinte, uma convocação do parlamento foi emitida e os emigrantes membros tiveram que regressar.
Com a perda de poder do governo russo e uma nova mudança do sistema político em 1905, von Born foi agraciado com o título de marechal, a última pessoa a receber este título na história conjunta da Finlândia e da Suécia. Faleceu em 1917, mas o nome da família von Born prosseguiu com o filho de Viktor, Ernst, que serviu como Ministro do Interior da Finlândia.